# Sorghum (geslacht)
Sorghum is een geslacht uit de grassenfamilie (Poaceae). De soorten van dit geslacht komen voor in Afrika, verder van de Kaukasus tot in Oost-Azië en Zuidoost-Azië, in Australië en het Pacifisch gebied. Enkele soorten zijn eetbaar, zoals grote sorgo (Sorghum bicolor). Een andere bekende soort is wilde sorgo (Sorghum halepense).

## Soorten
- Sorghum amplum Lazarides
- Sorghum bicolor (L.) Moench - Grote sorgo
- Sorghum brachypodum Lazarides
- Sorghum bulbosum Lazarides
- Sorghum burmahicum Raizada
- Sorghum controversum (Steud.) Snowden
- Sorghum ecarinatum Lazarides
- Sorghum exstans Lazarides
- Sorghum grande Lazarides
- Sorghum halepense (L.) Pers. - Wilde sorgo
- Sorghum interjectum Lazarides
- Sorghum laxiflorum F.M.Bailey
- Sorghum macrospermum E.D.Garber
- Sorghum matarankense E.D.Garber & Snyder
- Sorghum nitidum (Vahl) Pers.
- Sorghum propinquum (Kunth) Hitchc.
- Sorghum virgatum (Hack.) Stapf